# Vahl-lès-Faulquemont
Vahl-lès-Faulquemont è un comune francese di 258 abitanti situato nel dipartimento della Mosella nella regione del Grand Est.

## Società

### Evoluzione demografica
Abitanti censiti